# Vilar (Cadaval)
Vilar is een plaats (freguesia) in de Portugese gemeente Cadaval en telt 1 688 inwoners (2001).